# Borovce
Borovce (deutsch Borowitz, ungarisch Vágbori – bis 1907 Bori) ist eine Gemeinde im Westen der Slowakei mit 1211 Einwohnern (Stand 31. Dezember 2024), die zum Okres Piešťany, einem Teil des Trnavský kraj gehört.

## Geographie

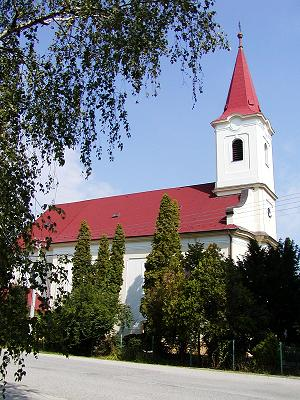
Laurentiuskirche in Borovce

Die Gemeinde befindet sich im Nordteil des Hügellands Trnavská pahorkatina (Teil des slowakischen Donautieflands). Das Ortszentrum liegt auf einer Höhe von 161 m n.m. und ist neun Kilometer von Piešťany entfernt.

## Geschichte
Der Ort wurde zum ersten Mal 1262 als Borey schriftlich erwähnt. Das Dorf war königliches Gut, ehe es 1388 an Stibor von Stiborice (Sitz an der Burg Beckov) geschenkt wurde. Seit dem 16. Jahrhundert gehörte Borovce dem Landadel. 1828 sind 65 Häuser und 740 Einwohner verzeichnet. Die traditionelle Haupteinnahmequelle ist Landwirtschaft.
Bis 1918 gehörte der im Komitat Neutra liegende Ort zum Königreich Ungarn und kam danach zur Tschechoslowakei bzw. heute Slowakei.

## Bevölkerung
| Jahr                | 1994 | 2004    | 2014    | 2024     |
| ------------------- | ---- | ------- | ------- | -------- |
| Anzahl der Personen | 853  | 913     | 1002    | 1211     |
| Unterschied         |      | +7,03 % | +9,74 % | +20,85 % |

| Jahr                | 2023 | 2024    |
| ------------------- | ---- | ------- |
| Anzahl der Personen | 1197 | 1211    |
| Unterschied         |      | +1,16 % |

Ergebnisse nach der Volkszählung 2001 (849 Einwohner):
| Nach Ethnie: - 98,94 % Slowaken - 0,35 % Tschechen | Nach Konfession: - 90,22 % römisch-katholisch - 4,12 % konfessionslos - 2,12 % evangelisch - 1,88 % keine Angabe |

## Sehenswürdigkeiten
- römisch-katholische Laurentiuskirche aus dem 18. Jahrhundert
- zwei Landsitze, einer ist inzwischen zur Pfarrei gewidmet
- spätbarocke Statue von Johannes Nepomuk

## Verkehr
Borovce liegt an der Landesstraße 504 (Trnava–Veľké Kostoľany–Nové Mesto nad Váhom). Die Anschlussstelle Piešťany (Autobahn D1) ist sechs Kilometer, der Bahnhof Piešťany an der Bahnstrecke Bratislava–Žilina acht Kilometer entfernt.